# Kninjas
Os Kninjas (em sérvio:  Книнџе / Knindže), também conhecidos como os Boinas Vermelhas (Црвене беретке / Crvene beretke), foi uma unida paramilitar, uma milícia voluntária que apoiava o Exército da República Sérvia de Krajina na guerra da Croácia (1991–95). Sua base era em Knin, a capital do Oblast Autônomo Sérvio da Krajina que se tornaria a capital da República Sérvia da Krajina (RSK). Era liderado pelo Sérvio-australiano Dragan Vasiljković (nascido em 1954), conhecido como "Capitão Dragan". Foi uma das mais notáveis unidades paramilitares sérvias ao lado dos Águias Brancas, Tigres de Arkan, dos Falcões Sérvios, e outros. Vasiljković, que tinha sevido no exército australiano, retornou para a Iugoslávia em 1990 durante o movimento separatista croata, eventualmente foi contratado como instrutor para voluntários no verão de 1991. Nessa época, Belgrade daily Politika publicou uma revista em quadrinhos chamada de Os demônios correm que apresentava os kninjas lutando contra os croatas usando artes marciais. A unidade, denominada elite, foi uma unidade especial do chefe de policia de Knin Milan Martić. De acordo com o Martić, ele ofereceu equipamentos e armas para o governo sérvio. Se tornou forças do ministério interior do RSK. O nome, uma mistura entre "Knin" e "Ninjas", era informal; a unidade não tinha um nome oficial, mas o termo era principalmente utilizado para as forças voluntárias de Vasiljković. Os veteranos mais tardes se juntariam as unidades de operações especiais sérvias da RF Iugoslávia. Vasiljković mais tarde seria condenado a 5 anos de prisão por crimes de guerra. O emblema era uma cruz sérvia, com fundo azul.

## Impacto cultural
O cantor nacionalista sérvio Baja Mali Knindža escolheu seu nome artísticos em homenagem aos Kninjas. Ele também gravou uma música chamada de Knindže Krajišnici ("Kninjas do Krajina").
1. 1 2  Thompson 1999.
2. 1 2  Thompson 1999, p. 73.
3. ↑  Focus. [S.l.: s.n.] Janeiro 1992
4. 1 2  GLA.